# Chorthippus flavabdomenis
Chorthippus flavabdomenis är en insektsart som beskrevs av Liu, Jupeng 1981. Chorthippus flavabdomenis ingår i släktet Chorthippus och familjen gräshoppor. Inga underarter finns listade i Catalogue of Life.